# Bí mật Trái Đất diệt vong
Bí mật Trái Đất diệt vong (tựa tiếng Anh: Oblivion) là một bộ phim viễn tưởng - hành động - tâm lý Mỹ năm 2013 do Joseph Kosinski làm đạo diễn và sản xuất. Phim dựa theo một tiểu thuyết cùng tên của Kosinski, có sự tham gia của dàn diễn viên Tom Cruise, Olga Kurylenko, Andrea Riseborough và Morgan Freeman. Phim được chiếu ra các rạp vào ngày 12 tháng 4 năm 2013 ở Việt Nam và ngày 19 tháng 4 năm 2013 tại Mỹ.

## Nội dung
Bộ phim lấy bối cảnh năm 2077, sau khi thế giới bị người ngoài hành tinh xâm lược thì tất cả loài người được đưa đến những đám mây sống, chỉ còn chàng chiến binh Jack Harper là được giữ lại Trái Đất. Anh và người yêu mình là Victoria được lệnh hợp tác với nhau để chiến đấu chống lại bọn quái vật hung tợn, sau này Jack tình cờ cứu mạng một cô gái tên Julia trong chiếc phi thuyền bị hỏng, cô ấy đã giúp anh nhớ lại những ký ức bí ẩn của anh và cùng anh đi khám phá chúng. Jack nhận ra Julia mới chính là người vợ thật sự của mình, và sự thật là Jack đang bị người ngoài hành tinh lợi dụng với việc tạo ra hàng nghìn bản sao giống anh nhằm chống lại chính loài người.
Vật thể ngoài hành tinh tên Tet là một khối máy móc có trí tuệ nằm ngoài vũ trụ. Jack thực chất là cơ trưởng của con tàu Odyssey trong nhiệm vụ khám phá vệ tinh Titan do NASA thực hiện. Trong chuyến đi đó Victoria là cơ phó và Julia cũng là phi hành đoàn. Trên đường đến Titan, NASA phát hiện một vật thể lạ và yêu cầu tàu Odyssey thăm dò. Khi Jack lại gần con tàu bí ẩn đó thì bị mất liên lạc và bị chiếm quyền điều khiển tàu, Jack lo sợ nên đã phóng khoang ngủ đông có chứa Julia về Trái Đất. Anh và Victoria bị Tet bắt và tẩy não, sau đó bị nhân bản thành một đội quân. Sau khi đã có đủ lực lượng, Tet xâm chiếm và hủy diệt Trái Đất. Nó sử dụng các máy bay không người lái drone và các trạm kiểm soát đặt khắp Trái Đất. Các máy phát điện hút nước từ biển và tách ra khí hydro tạo phản ứng nhiệt hạch. Jack và Victoria bị thao túng bởi ký ức giả mà Tet tạo ra và được đánh số để quản lý từng khu vực khác nhau. Sau khi đã nhận ra toàn bộ sự thật, Jack cùng Julia chiến đấu chống lại đám drone và đánh nhau với bản sao của Jack. Julia bị thương, Jack trở về trạm để lấy thuốc, anh tranh thủ lúc đó giải thích với Victoria nhưng cô không tin và sau đó cô bị chiếc drone tiêu diệt.
Jack trốn thoát và mang Julia về căn nhà bên bờ hồ nơi cả hai từng gắn bó. Jack gặp Malcolm Beech và chiến đấu cùng quân kháng chiến, sau đó Jack định dùng một chiếc drone để vận chuyển quả bom hạt nhân đi phá hủy trung tâm Tet nhưng nó đã bị hỏng trong trận chiến. Jack và Malcolm nhất trí việc kích nổ pin hạt nhân lạnh bằng tay với kế hoạch Jack giả vờ giao nộp Julia cho Tet. Julia chấp nhận và chui vào khoang ngủ đông. Jack bay lên tàu mẹ Tet để giao nộp Julia, thực ra bên trong là Malcolm thay thế. Anh đã khám phá nốt các ký ức còn lại của mình qua hộp đen. Jack và Malcolm kích nổ pin hạt nhân và tiêu diệt Tet. Julia tỉnh dậy dưới Trái Đất và nhận ra Jack đã hi sinh. Sau đó ít lâu, Julia gặp Jack-52 - bản sao của Jack cũng đã nhớ lại ký ức của mình.

### Giải thích dòng thời gian trong phim
- Năm 2017, phi hành đoàn Odyssey vào không gian làm nhiệm vụ, gồm Jack, Victoria, Julia và vài người khác.
- Phát hiện vật thể lạ, tàu vũ trụ bị vật thể này hút vào, Jack cho tách khoang ngủ đông, Julia và phi hành đoàn còn lại lơ lửng trong không gian.
- Jack và Victoria bị một cỗ máy có trí thông minh nhân tạo tên Tet bắt giữ, nhân bản thành nhiều đội khác nhau, xóa ký ức, đưa về Trái Đất để tiêu diệt những người sống sót cuối cùng.
- 60 năm sau, những người sống sót ở Trái Đất đã tìm cách đưa tàu Odyssey trở lại Trái Đất. Jack-49 tình cờ phát hiện và cứu Julia. Sau đó anh gặp được những người sống sót còn lại, và được đề nghị phá hủy trung tâm Tet ở ngoài vũ trụ nhưng anh đã từ chối, họ thả anh và khuyên anh hãy tìm hiểu quá khứ của mình.
- Trở về căn cứ 49, Victoria báo cáo với Sally, Jack-49 bị truy sát bởi bốn chiếc drone nhưng chúng đều bị anh tiêu diệt, phi thuyền của anh bị hỏng nặng khiến Julia bị thương, cũng tại đây, anh đã gặp Jack-52, giữa họ xảy ra chạm trán, Jack-52 bị đánh bất tỉnh.
- Trở về căn cứ của những người sống sót, Jack-49 lập kế hoạch phá hủy Tam giác Sally nhưng bị ba chiếc drone tấn công, làm hỏng một chiếc drone được anh lập trình để đi phá hủy trung tâm chỉ huy Tet, buộc anh phải hi sinh thân mình để phá hủy Tet, đem lại cuộc sống an toàn cho những người sống sót.
- Do nhớ lại ký ức, Jack-52 tìm kiếm và ba năm sau gặp lại Julia.

## Diễn viên
- Tom Cruise vai Jack Harper
- Olga Kurylenko vai Julia Rusakova Harper
- Andrea Riseborough vai Victoria "Vika" Olsen
- Morgan Freeman vai Malcolm Beech
- Nikolaj Coster-Waldau vai Trung sĩ Sykes
- Melissa Leo vai Sally
- Zoë Bell vai Kara
- Abigail Lowe vai Con của Julia
- Isabelle Lowe vai Con của Julia